# Конрад-25
Конрад-25 (за пределами бывшего СССР более известен как Peterson-25) — класс спортивных яхт, построенных преимущественно в 1980-х годах на судоверфи имени Джозефа Конрада (Гданьск, Польша) по проекту конструктора Петерсона. Число «25» означает длину яхты в футах.

## Основные характеристики
Конрад-25 — стеклопластиковая однокорпусная килевая яхта. Вооружение: бермудский шлюп (7/8). Мачта алюмининиевая. Фальшкиль чугунный.

## Модификации
Конрад-25 выпускался в трёх модификациях: регатной (Р), регатно-туристической (РТ) и туристической (Т). Регатный вариант отличался бо́льшим размером кокпита, меньшей по размеру рубкой и упрощённой обстановкой каюты. Тогда как в регатно-туристической модификации яхта является более обитаемой, однако при этом и более тяжёлой и менее удобной с точки зрения работы экипажа на палубе. Модификации Р и РТ имеют дробное вооружение 7/8 (с бакштагами), у Т более простое вооружение.

## Конрад-25 как монотип
К началу XXI века на тихоокеанском побережье России сохранилось в своём первоначальном состоянии достаточно большое количество корпусов яхт типа Конрад-25Р. Это позволило в 2003 году выработать единые правила класса Конрад-25Р. До 2005 правила использовались как временные. В феврале 2005 Технический комитет ВФПС утвердил правила как постоянные. Введённые правилами класса ограничения позволили проводить соревнования по приходам, не прибегая к гандикапному пересчёту времени. Крупнейшей регатой в классе Конрад-25 в настоящее время является Кубок Залива Петра Великого (статус Чемпионата России с 2003 года).